# Thị giác thích nghi sáng

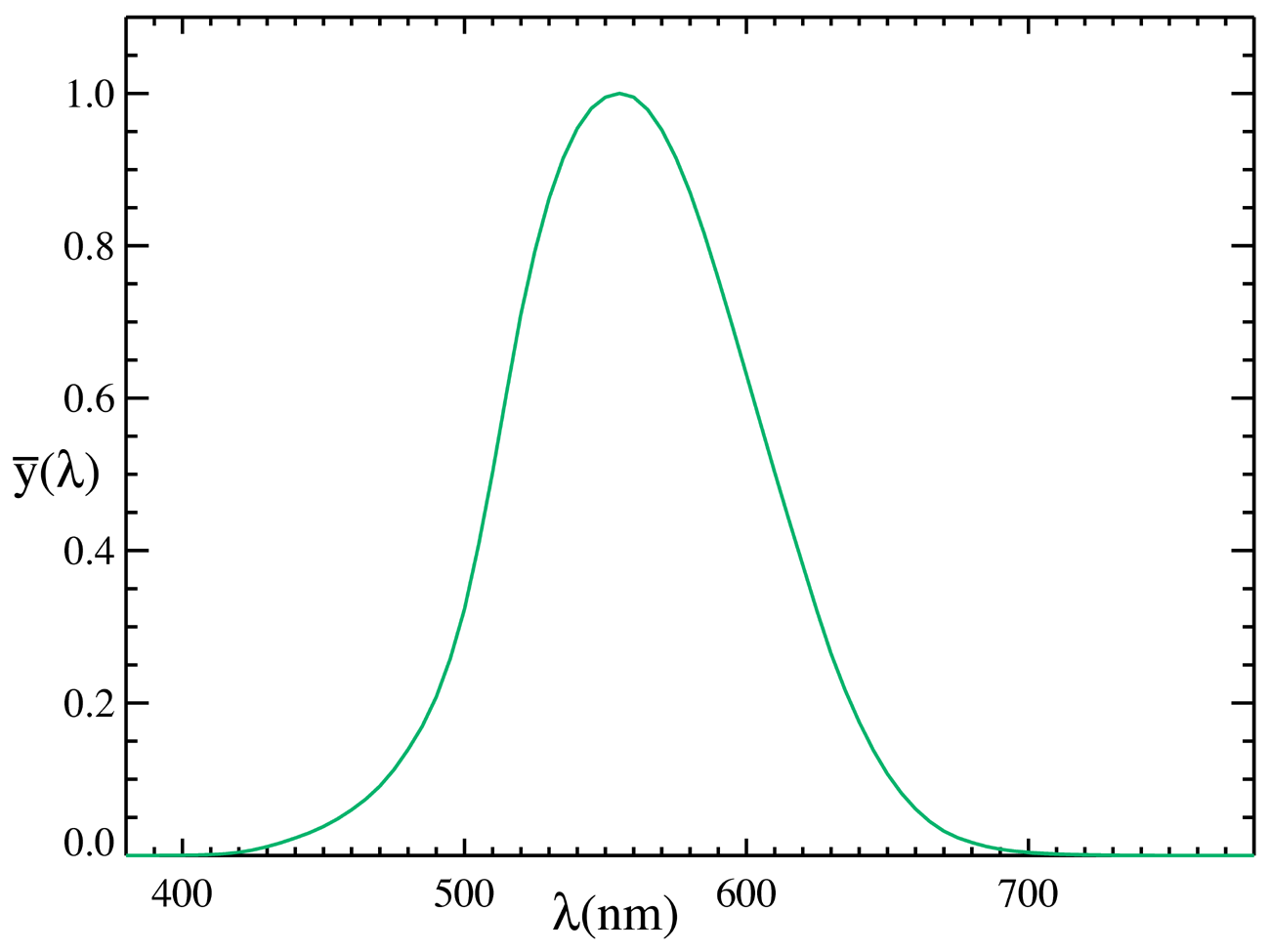
Hàm độ sáng thích nghi sáng CIE 1931. Trục hoành là bước sóng tính bằng nm.

Thị giác thích nghi sáng, sức nhìn thích nghi sáng hay thị giác ban ngày (tiếng Tân Latinh: photopia) là cảm nhận thị giác của mắt trong các điều kiện chiếu sáng tốt (độ trưng sáng ở mức từ giới hạn thấp khoảng 100,5 đến 101 tới giới hạn cao 108 cd/m2). Thuật ngữ photopia đến từ tiếng Hy Lạp cổ φωτός (photos) nghĩa là "sáng" và -opia = ὤψ (ops) +‎ -ία (-ia); nghĩa là "một điều kiện của thị giác".
Ở người và nhiều động vật, thị giác thích nghi sáng cho phép cảm nhận màu sắc, thông qua trung gian của các tế bào nón với mật độ cao nhất ở vùng trũng trung tâm (fovea centralis), có độ tinh thị giác và sự phân giải theo thời gian cao hơn đáng kể so với những gì phù hợp và sẵn có của thị giác thích nghi tối.
Mắt người sử dụng 3 loại tế bào nón để cảm nhận ánh sáng trong 3 dải màu sắc. Các sắc tố sinh học photopsin của các tế bào nón có các giá trị hấp thụ tối đa ở các bước sóng khoảng 420-440 nm (xanh lam, loại S, OPN1SW), 530-545 nm (xanh lục ánh lam, loại M, OPN1MW) và 560-580 nm (xanh lục ánh vàng, loại L, OPN1LW).
Các khoảng độ nhạy sáng của chúng chồng lấp lên nhau; với OPN1LW trong khoảng 500-700(-750) nm, OPN1MW trong khoảng 450-630 nm và OPN1SW trong khoảng (380-)400-500 nm; để tạo ra thị giác phủ kín toàn bộ phổ nhìn thấy được (380-750 nm). Hiệu suất sáng tối đa là 683 lm/W ở bước sóng 555 nm (màu xanh lục). Theo định nghĩa, ánh sáng ở tần số 5,4 × 1014 hertz (λ= 555,17... nm) có hiệu suất sáng 683 lm/W.
Các bước sóng khi một người ở trong điều kiện chiếu sáng tốt thay đổi theo cường độ sáng. Đối với vùng màu xanh lục-lam (500 nm), 50% ánh sáng chạm đến điểm ảnh của võng mạc.
Sự thích nghi của mắt là nhanh hơn nhiều trong điều kiện thị giác thích nghi sáng; nó có thể xảy ra trong 5 phút đối với thị giác thích nghi sáng nhưng nó có thể mất tới 30 phút để chuyển từ trạng thái thích nghi sáng sang trạng thái thích nghi tối.
Phần lớn những người đứng tuổi mất độ nhạy cảm tương phản không gian thích nghi sáng. Người ở độ tuổi trên 70 cần khoảng 3 lần độ tương phản cao hơn để phát hiện các tần suất không gian cao so với những người ở độ tuổi 20.
Mắt người sử dụng thị giác thích nghi tối trong các điều kiện chiếu sáng thấp (độ trưng sáng ở mức 10−8 tới 10−3,5 hoặc 10−3 cd/m2), và thị giác trung gian sáng tối trong các điều kiện trung gian (độ trưng sáng ở mức từ 10−3,5 hoặc 10−3 đến 100,5 cd/m2).